# Apopestes koreana
Apopestes koreana är en fjärilsart som beskrevs av Herz 1904. Apopestes koreana ingår i släktet Apopestes och familjen nattflyn. Inga underarter finns listade i Catalogue of Life.